# Louis Buffet
Louis Joseph Buffet (ur. 26 października 1818 w Mirecourt, zm. 7 lipca 1898 w Paryżu) – francuski polityk; w latach 1875–1876 premier i minister spraw wewnętrznych Francji.